# Diaugia angusta
Diaugia angusta là một loài ruồi trong họ Tachinidae.